# Robert Mulliken
Robert Sanderson Mulliken (7 juin 1896 - 31 octobre 1986) est un physicien et chimiste américain. Il est principalement connu pour ses travaux sur le concept d'orbitale moléculaire, qui permet d'expliquer la structure des molécules, pour lesquels il a obtenu le prix Nobel de chimie en 1966.

## Enfance
Mulliken est né à Newburyport dans le Massachusetts. Son père, Samuel Parsons Mulliken, est professeur de chimie organique au Massachusetts Institute of Technology (MIT). Au cours de son enfance, Robert Mulliken apprend le nom et la classification botanique des plantes. Il possède une très bonne mémoire, mais celle-ci est sélective. Par exemple, il apprend suffisamment bien l'allemand pour suivre des cours en allemand scientifique à l'école, mais oublie le nom de son professeur d'allemand. Durant son enfance, il a l'occasion de faire la connaissance du physico-chimiste et futur président du MIT Arthur Amos Noyes. En effectuant des travaux d'édition pour son père qui écrit un traité d'identification des composés organiques en quatre volumes, Mulliken devient un expert en nomenclature des molécules organiques.

## Études
Mulliken suit un cursus scientifique au lycée de Newburyport. Après l'obtention de son diplôme en 1913, il obtient la possibilité de poursuivre ses études au MIT, où il choisit d'étudier la chimie en matière principale. Au cours de ses études, il a l'occasion de publier ses premiers travaux de recherche, qui concernent la synthèse de chlorures organiques. N'étant pas sûr de sa vocation, il suit également des cours de génie chimique et passe un été à visiter des usines chimiques dans le Massachusetts et le Maine. Il reçoit son Bachelor of Science du MIT en 1917.

## Débuts de la carrière
À cette époque, les États-Unis viennent de prendre part à la Première Guerre mondiale, et Mulliken obtient un poste à l'American University de Washington où il travaille sur les gaz de combat avec James Bryant Conant. Après 9 mois, il est muté au Service des armes chimiques de l'armée où il poursuit les mêmes travaux. Ses compétences techniques en laboratoire laissant à désirer, il ne peut pas travailler durant plusieurs mois du fait de brûlures. Plus tard il contracte une mauvaise grippe, si bien qu'il est toujours hospitalisé à la fin de la guerre.
Après la guerre, il obtient un poste où il étudie des effets de l'oxyde de zinc et du noir de carbone sur le caoutchouc, mais il prend rapidement conscience que cette chimie ne l'intéresse pas vraiment. En 1919, il s'inscrit donc en Ph. D. à l'Université de Chicago.

## Premiers travaux post-doctoraux
Mulliken obtient son doctorat en 1921 sur la base de ses travaux sur la séparation par évaporation des isotopes du mercure, et poursuit ses travaux sur la séparation des isotopes par cette méthode. Durant cette période à Chicago, il suit un cours dirigé par le lauréat du prix Nobel de physique Robert Andrews Millikan qui lui enseigne le modèle de Bohr. À la suite d'un exposé des travaux sur le diborane de Hermann I. Schlesinger, il commence également à s'intéresser aux molécules « exotiques ».

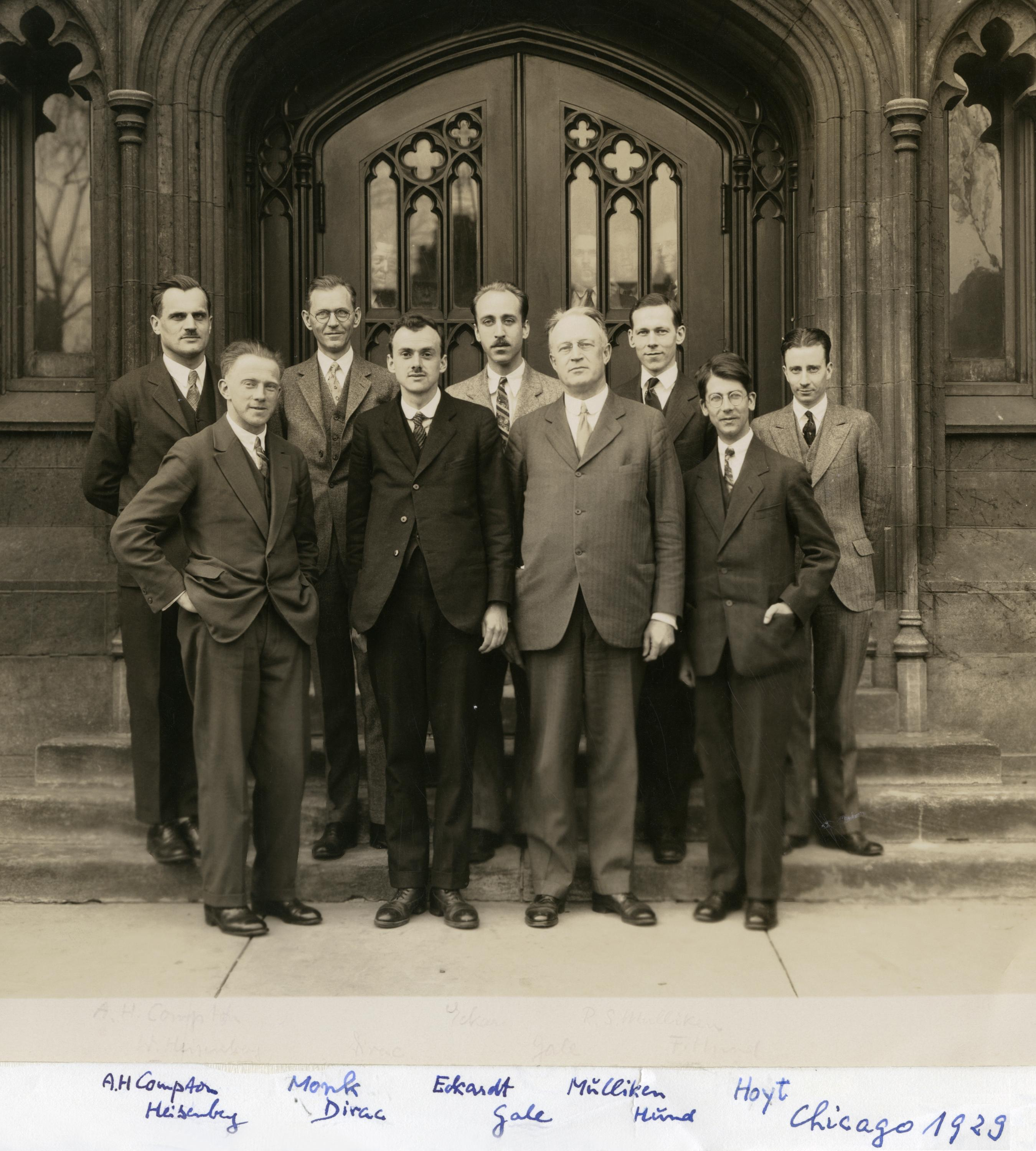
Robert Mulliken, Chicago 1929

À Chicago, il est financé pour ses travaux sur la séparation des isotopes par une bourse du National Research Council. En 1923, ce financement est renouvelé pour deux ans pour qu'il puisse travailler sur l'effet des isotopes sur le spectre de bande de molécules diatomiques comme le nitrure de bore (avec une comparaison des effets du B10 et du B11). Il se rend alors à Harvard pour se former sur les techniques de spectroscopie avec Frederick A. Saunders et à la théorie quantique avec E. C. Kemble (en). À cette époque, il a l'occasion de côtoyer beaucoup de futurs grands noms de la science, dont notamment Robert Oppenheimer, John Hasbrouck van Vleck et Harold Clayton Urey. Il rencontre également John Clark Slater qui a travaillé avec Niels Bohr.
En 1925 et 1927, Mulliken voyage à travers l'Europe, et travaille avec des spectroscopistes et des théoriciens de la physique quantique tels que Erwin Schrödinger, Paul Dirac, Werner Heisenberg, Louis de Broglie, Max Born et Walther Bothe (qui recevront tous un prix Nobel) ainsi que Friedrich Hund qui est alors l'assistant de Max Born. Tous ces scientifiques  sont alors en plein développement de la mécanique quantique qui viendra prendre la relève du modèle de Bohr. Il est particulièrement influencé par les travaux de Hund sur l'interprétation par la mécanique quantique des spectres de bande des molécules diatomiques, ce sur quoi lui-même travaille à Harvard. En 1927, Mulliken et Hund travaillent ensemble au développement de la théorie des orbitales moléculaires, dans laquelle les électrons occupent des états quantiques qui s'étendent dans l'espace sur toute la molécule. Cette théorie est également appelée « théorie Hund-Mulliken ».

## Suite de la carrière scientifique
De 1926 à 1928, il enseigne dans le département de physique de l'Université de New York. Cette nomination indique qu'il commence à être reconnu en tant que physicien, bien qu'il ait été jusque-là considéré comme un chimiste de premier plan. À partir de ce moment, il sera reconnu dans les deux disciplines. Il retourne ensuite à l'université de Chicago comme professeur associé de physique, puis est promu professeur en 1931. Il occupe ensuite un poste à la fois dans le département de physique et celui de chimie. Durant toute cette période à New York puis Chicago, il continue d'améliorer sa théorie des orbitales moléculaires. Le 24 décembre 1929, il épouse Mary Helen von Noé (décédée en 1975), la fille d'un professeur de géologie de l'université de Chicago, avec qui il aura deux filles.
Jusqu'à cette époque, la principale méthode pour calculer la structure électronique des molécules était basée sur les calculs de Walter Heitler et Fritz London de 1927 sur la molécule de dihydrogène (H2). Avec les améliorations apportées par John Clark Slater et Linus Pauling, cette méthode suppose que les liaisons dans les molécules peuvent être décrites d'une manière similaire à la liaison de la molécule de dihydrogène. Cette méthode appelée Valence-Bond (VB) ou Heitler-London-Slater-Pauling (HLSP), qui correspond à l'idée de paires d'électrons localisées entre les atomes, est alors très populaire. Cependant, cette méthode ne fonctionne pas toujours très bien, notamment pour calculer les états excités des molécules. La méthode des orbitales moléculaires de Mulliken, construite sur la base des travaux de John Lennard-Jones, se montre plus flexible et applicable à une grande variété de molécules et de fragments de molécules, et remplace la méthode de Pauling. Mulliken obtiendra le prix Nobel de chimie de 1966 « pour son travail fondamental sur les liaisons chimiques et la structure électronique des molécules par la méthode des orbitales moléculaires ».
En 1936, Mulliken devient membre de la National Academy of Sciences, dont il devient le plus jeune membre de l'histoire à cette époque.

## Fin de la carrière scientifique
En 1934, Mulliken propose une nouvelle échelle de mesure de l'électronégativité des éléments. Les résultats de cette échelle diffèrent en partie de celle de Linus Pauling mais en sont assez proches en général.
Au cours de la Seconde Guerre mondiale de 1942 à 1945, il dirige le bureau d'information du projet plutonium de l'université de Chicago. Après la guerre, il travaille sur les aspects mathématiques de la théorie des orbitales moléculaires.
En 1952, il travaille sur l'application de la mécanique quantique aux réactions entre acides et bases de Lewis. Il devient professeur émérite de physique et de chimie en 1961 et continue de travailler sur la structure des molécules et la spectroscopie, depuis les molécules diatomiques jusqu'aux grands agrégats, jusqu'à sa retraite en 1985. En 1965, il obtient le Willard Gibbs Award et en 1983, l'American Chemical Society lui décerne la médaille Priestley.
Mulliken décède en 1986 d'un arrêt cardiaque chez sa fille à Arlington en Virginie. Il est enterré à Chicago.

## Publications
- (en) Robert S. Mulliken et Walter C. Ermler, Polyatomic molecules : results of ab initio calculations, New York, Academic Press, 1981, 431 p. (ISBN 978-0-12-509860-1, OCLC 252073463).
- (en) Robert S. Mulliken et Walter C. Ermler, Diatomic molecules : results of ab initio calculations, New York, Academic Press, 1977, 197 p. (ISBN 978-0-12-510750-1, OCLC 3275662).
- (en) Robert Sanderson Mulliken, D A Ramsay et Jürgen Hinze, Selected papers of Robert S. Mulliken, Chicago, University of Chicago Press, 1975, 1127 p. (ISBN 978-0-226-54847-0, OCLC 1056714, lire en ligne).
- (en) Robert S. Mulliken et Willis B. Person, Molecular complexes; a lecture and reprint volume, New York, Wiley-Interscience, 1969, 498 p. (ISBN 978-0-471-62370-0, OCLC 51215).

### Sur la vie de Mulliken
- (en) Robert S. Mulliken et Bernard J. Ransil (éditeur), Life of a scientist : an autobiographical account of the development of molecular orbital theory with an introductory memoir by Friedrich Hund, Berlin New York, Springer-Verlag, 1989, 256 p. (ISBN 978-0-387-50375-2, OCLC 18909412)